# Elecciones de convencionales constituyentes de la provincia de Santa Fe de 2025
Las elecciones convencionales de la provincia de Santa Fe de 2025 se celebraron el domingo 13 de abril con el objetivo de distribuir los 69 escaños de los convencionales que reformarán la Constitución provincial. La elección de estos estuvo determinada por dos sistemas simultáneos: 50 fueron seleccionados mediante un sistema de distrito único y los 19 restantes se eligieron a través de un sistema de circunscripción uninominal (1 por departamento).

## Cronograma electoral
El camino hacia las elecciones del 13 de abril estuvo marcado por una serie de eventos que integraron el cronograma electoral establecido por el gobierno provincial mediante el decreto 2656/2024, publicado el 9 de diciembre de 2024.
| Fecha           | Suceso |
| --------------- | --- |
| 31 de diciembre | Cierre de padrones provisorios                                                                                           |
| 13 de enero     | Fin plazo para la exhibición de padrones provisorios                                                                     |
| 13 de enero     | Fin plazo para la comunicación de inhabilitaciones                                                                       |
| 28 de enero     | Fin plazo para presentación de impugnaciones o tachas y reclamos de electores                                            |
| 31 de enero     | Cierre registros de afiliados                                                                                            |
| 2 de febrero    | Fin plazo de presentación para el reconocimiento de alianzas                                                             |
| 2 de febrero    | Designación responsable económico-financiero y político de alianza y partidos.                                           |
| 7 de febrero    | Fin plazo de inscripción de precandidatos ante las autoridades partidarias                                               |
| 9 de febrero    | Fin plazo de aprobación/observación de listas por autoridades partidarias                                                |
| 10 de febrero   | Fin plazo para la presentación de listas aprobadas ante el TEP                                                           |
| 12 de febrero   | Fin plazo para exhibición en lugares públicos de nómina de electores impugnados                                          |
| 15 de febrero   | Plazo para presentar de adhesiones y solicitud de oficialización de listas                                               |
| 15 de febrero   | Fin de plazo para presentar certificados de antecedentes penales de los candidatos y precandidatos titulares y suplentes |
| 15 de febrero   | Fin plazo para la designación de responsable económico, financiero y político de listas                                  |
| 22 de febrero   | Fin plazo para efectuar descargo de electores impugnados                                                                 |
| 25 de febrero   | Fin plazo para la oficialización de listas                                                                               |
| 25 de febrero   | Plazo para la presentación de símbolos, emblemas, figuras partidarias y fotografías                                      |
| 2 de marzo      | Realización sorteo número orden de ubicación                                                                             |
| 7 de marzo      | Exhibición de boleta única a los apoderados                                                                              |
| 9 de marzo      | Sorteo de asignación de espacios publicidad generales convencionales                                                     |
| 9 de marzo      | Entrega al P.E. modelo de boleta única oficializada de convencional reformador                                           |
| 9 de marzo      | Auditoría de software |
| 9 de marzo      | Fin plazo padrones impresos y encuadernados. Designación de locales y ubicación de mesas                                 |
| 9 de marzo      | Fin plazo nombramiento de autoridades de mesa                                                                            |
| 9 de marzo      | Inicio de campaña electoral general de convencionales                                                                    |
| 19 de marzo     | Inicio campaña electoral radiofónica y audiovisual general de convencionales                                             |
| 29 de marzo     | Inicio plazo de prohibición publicidad y actos de gobierno                                                               |
| 8 de abril      | Inicio plazo de prohibición de publicar encuestas o sondeos electorales                                                  |
| 10 de abril     | Fin campaña electoral radiofónica y audiovisual general de convencionales                                                |
| 11 de abril     | Fin plazo para realizar campaña electoral general de convencionales                                                      |
| 13 de abril     | Elecciones generales convencionales                                                                                      |
| 15 de abril     | Inicio escrutinio definitivo                                                                                             |

## Cargos a elegir
Según lo dispuesto por el decreto 2656/2024, 50 Convencionales Reformadores fueron elegidos por el sistema de representación proporcional, constituyendo la Provincia un distrito único, y a su vez cada departamento eligió un Convencional Reformador mediante el sistema de circunscripción uninominal. Se requirió obtener, como mínimo, un porcentaje del 2,5 % de los votos del padrón electoral para acceder a un escaño.

## Alianzas
| Logo | Logo | Partido / Alianza                          | Partidos en la alianza |
| ---- | ---- | ------------------------------------------ | --- |
|      |      | Unidos para Cambiar Santa Fe               | Ver partidos: - Unión Cívica Radical - Partido Demócrata Progresista - Partido Demócrata Cristiano - Partido Nacionalista Constitucional - UNIR - Partido Socialista - Propuesta Republicana - Generación para un Encuentro Nacional - Unión del Centro Democrático - Creo - Unidos - Una Nueva Oportunidad (UNO) - Hacemos - Unidos por Maciel - Unión Vecinal Las Parejas - Somos Cañada |
|      |      | Más para Santa Fe                          | Ver partidos: - Partido Justicialista - Frente Grande - Partido Solidario - Santafesino Cien por Ciento - Movimiento de Articulación Popular - Frente Renovador Santa Fe - Abrazo Solidario - Ahora Sí Funes |
|      |      | La Libertad Avanza                         | |
|      |      | Somos Vida y Libertad                      | Ver partidos: - Unión Celeste y Blanco - Vida y Familia - Inspirar - Coalición Cívica ARI - Hagamos - Acción Vecinalista Sunchalense |
|      |      | Activemos                                  | Ver partidos: - Movimiento de Integración y Desarrollo - Igualdad y Participación |
|      |      | Frente de la Esperanza                     | |
|      |      | Frente Amplio por la Soberanía             | Ver partidos: - Movimiento Libres del Sur - Partido del Trabajo y el Pueblo - Solidaridad e Igualdad - PARES |
|      |      | Frente de Izquierda y de Trabajadores      | Ver partidos: - Nueva Izquierda - Izquierda por una Opción Socialista - Partido Obrero - Partido de los Trabajadores por el Socialismo |
|      |      | Política Abierta para la Integridad Social | |
|      |      | Acuerdo Ciudadano                          | |
|      |      | Confluencia Santafesina                    | |
|      |      | Partido Moderado                           | |
|      |      | Compromiso                                 | Ver partidos: - Compromiso Federal - Unión Federal |
|      |      | Propuesta Federal                          | Ver partidos: - Partido Federal - Frente Federal de Acción Solidaria |
|      |      | Lealtad y Dignidad                         | |

## Resultados
|  | 34,72 % |

|  | 35,59 % |

|  | 15,19 % |

|  | 17,60 % |

|  | 14,10 % |

|  | 23,48 % |

|  | 12,34 % |

|  | 5,41 % |

|  | 8,44 % |

|  | 6,48 % |

|  | 5,60 % |

|  | 0,73 % |

|  | 4,06 % |

|  | 2,06 % |

|  | 2,19 % |

|  | 4,46 % |

|  | 2,18 % |

|  | 1,04 % |

|  | 0,44 % |

|  | 0,43 % |

|  | 1,03 % |

|  | 0,32 % |

|  | 0,68 % |

|  | 1,02 % |

|  | 0,30 % |

|  | 0,14 % |

|  | 90,86 % |

|  | 89,06 % |

|  | 4,53 % |

|  | 5,66 % |

|  | 4,61 % |

|  | 5,27 % |

|  | 55,37 % |

|  | 55,37 % |

|  | 100 % |

|  | 100 % |

### Resultados por departamento
|  | 42,59 % |

|  | 33,91 % |

|  | 10,83 % |

|  | 9,59 % |

|  | 3,09 % |

|  | 92,95 % |

|  | 4,05 % |

|  | 3,00 % |

|  | 55,00 % |

|  | 100 % |

|  | 40,98 % |

|  | 21,92 % |

|  | 13,74 % |

|  | 8,09 % |

|  | 7,84 % |

|  | 4,37 % |

|  | 3,07 % |

|  | 79,51 % |

|  | 12,65 % |

|  | 7,84 % |

|  | 57,92 % |

|  | 100 % |

|  | 39,68 % |

|  | 21,21 % |

|  | 16,61 % |

|  | 13,18 % |

|  | 5,93 % |

|  | 1,72 % |

|  | 1,66 % |

|  | 90,80 % |

|  | 4,97 % |

|  | 4,24 % |

|  | 53,04 % |

|  | 100 % |

|  | 44,56 % |

|  | 24,36 % |

|  | 12,49 % |

|  | 7,45 % |

|  | 5,34 % |

|  | 4,41 % |

|  | 1,40 % |

|  | 89,77 % |

|  | 5,78 % |

|  | 4,45 % |

|  | 59,95 % |

|  | 100 % |

|  | 46,20 % |

|  | 38,84 % |

|  | 5,74 % |

|  | 4,70 % |

|  | 2,52 % |

|  | 1,17 % |

|  | 0,82 % |

|  | 92,04 % |

|  | 4,24 % |

|  | 3,72 % |

|  | 58,67 % |

|  | 100 % |

|  | 59,91 % |

|  | 13,28 % |

|  | 12,37 % |

|  | 4,96 % |

|  | 3,21 % |

|  | 2,49 % |

|  | 2,39 % |

|  | 0,91 % |

|  | 0,48 % |

|  | 91,12 % |

|  | 5,37 % |

|  | 3,52 % |

|  | 51,82 % |

|  | 100 % |

|  | 47,74 % |

|  | 13,75 % |

|  | 9,30 % |

|  | 9,26 % |

|  | 4,87 % |

|  | 4,43 % |

|  | 3,12 % |

|  | 2,77 % |

|  | 1,93 % |

|  | 1,76 % |

|  | 1,07 % |

|  | 87,19 % |

|  | 8,49 % |

|  | 4,31 % |

|  | 55,13 % |

|  | 100 % |

|  | 50,08 % |

|  | 20,71 % |

|  | 12,51 % |

|  | 5,91 % |

|  | 3,35 % |

|  | 3,05 % |

|  | 2,36 % |

|  | 2,02 % |

|  | 88,97 % |

|  | 6,48 % |

|  | 4,55 % |

|  | 60,94 % |

|  | 100 % |

|  | 36,57 % |

|  | 24,02 % |

|  | 9,35 % |

|  | 6,80 % |

|  | 6,77 % |

|  | 6,58 % |

|  | 5,10 % |

|  | 1,38 % |

|  | 1,10 % |

|  | 0,90 % |

|  | 0,74 % |

|  | 0,70 % |

|  | 87,78 % |

|  | 6,06 % |

|  | 6,16 % |

|  | 52,28 % |

|  | 100 % |

|  | 39,84 % |

|  | 31,50 % |

|  | 16,65 % |

|  | 10,40 % |

|  | 1,60 % |

|  | 91,04 % |

|  | 4,47 % |

|  | 4,50 % |

|  | 59,73 % |

|  | 100 % |

|  | 42,98 % |

|  | 34,21 % |

|  | 12,24 % |

|  | 8,97 % |

|  | 0,95 % |

|  | 0,64 % |

|  | 91,52 % |

|  | 4,89 % |

|  | 3,59 % |

|  | 50,21 % |

|  | 100 % |

|  | 31,45 % |

|  | 26,93 % |

|  | 14,84 % |

|  | 9,41 % |

|  | 6,18 % |

|  | 4,46 % |

|  | 3,50 % |

|  | 1,25 % |

|  | 1,02 % |

|  | 0,94 % |

|  | 89,38 % |

|  | 4,78 % |

|  | 5,84 % |

|  | 55,06 % |

|  | 100 % |

|  | 51,00 % |

|  | 24,45 % |

|  | 19,13 % |

|  | 5,43 % |

|  | 89,59 % |

|  | 6,46 % |

|  | 3,94 % |

|  | 52,83 % |

|  | 100 % |

|  | 46,03 % |

|  | 36,23 % |

|  | 8,43 % |

|  | 6,30 % |

|  | 3,00 % |

|  | 91,43 % |

|  | 4,28 % |

|  | 4,29 % |

|  | 61,78 % |

|  | 100 % |

|  | 53,08 % |

|  | 16,27 % |

|  | 12,11 % |

|  | 11,17 % |

|  | 5,05 % |

|  | 1,69 % |

|  | 0,63 % |

|  | 88,17 % |

|  | 7,08 % |

|  | 4,75 % |

|  | 59,51 % |

|  | 100 % |

|  | 61,20 % |

|  | 14,18 % |

|  | 12,75 % |

|  | 8,92 % |

|  | 2,66 % |

|  | 86,75 % |

|  | 6,51 % |

|  | 6,74 % |

|  | 56,79 % |

|  | 100 % |

|  | 33,92 % |

|  | 30,95 % |

|  | 20,41 % |

|  | 4,64 % |

|  | 3,41 % |

|  | 2,93 % |

|  | 1,43 % |

|  | 1,21 % |

|  | 1,09 % |

|  | 89,52 % |

|  | 5,52 % |

|  | 4,96 % |

|  | 61,92 % |

|  | 100 % |

|  | 54,79 % |

|  | 34,60 % |

|  | 7,49 % |

|  | 2,08 % |

|  | 0,67 % |

|  | 0,37 % |

|  | 91,38 % |

|  | 4,69 % |

|  | 3,93 % |

|  | 59,34 % |

|  | 100 % |

|  | 46,49 % |

|  | 34,47 % |

|  | 12,03 % |

|  | 4,00 % |

|  | 3,00 % |

|  | 88,29 % |

|  | 6,82 % |

|  | 4,89 % |

|  | 53,72 % |

|  | 100 % |